# TRIZ
TRIZ（トゥリーズ、トリーズ、発明的問題解決理論、英：Theory of Inventive Problem Solving）は、ソビエト連邦発の問題解決理論・全体最適化理論・システム思考・クリエイティブシンキングである。ロシア語の Teoriya Resheniya Izobretatelskikh Zadatch （Теория решения изобретательских задач） の頭字語である。英語では Theory of solving inventive problems または Theory of inventive problems solving と呼ぶ。
同じく問題解決理論・全体最適化理論・システム思考である 制約条件理論TOCと併用するのが良い。

## 概要
TRIZ発明的問題解決理論 の研究は、クラシカル TRIZ 時代とコンテンポラリー TRIZ の時代に分けられる。
- クラシカル TRIZ: 1946 年にロシア人の G．アルトシューラが研究を始め、その第一線を退く 1985 年まで。
- コンテンポラリー TRIZ: クラシカル TRIZ 以降、現在に至るまで。

1990 年代初頭からの研究は、アメリカを中心とした西側諸国に移る。TOPE（Tech Optimizer, 現Goldfire Innovator）やIWB(Innovation Workbench)などのパソコン用ソフトウェアが開発され、便利になった。それまでは 思考手順ARIZ に沿って、莫大な知識データベースが記された小冊子を参照しつつ問題解決に取り組んでいた。アルトシュラーによる特許分析は約 40 万件であるが、アメリカでは 200 万件の特許分析を行い、TRIZ を進化発展させた。
現在のTRIZは、理論や発明原理の研究を深めるだけではなく、マネジメント・創造性開発などの能力開発分野、IT 分野、社会分野への拡大・研究が広がっている。独創性、流暢さ、柔軟性が、このTRIZの特徴である。TRIZの目的は、心の惰性を克服し、幅広いアイデアを生み出すことである。矛盾マトリックスと呼ばれるものを使うこともある。

## 誤解された TRIZ
1997 年 TRIZ は日本で「超発明術」として紹介された。日経 BP 社発行「超発明術 TRIZ シリーズ 1～4」に超発明術と明記されている。超発明術という意味を早合点し、TRIZ を使えば誰でも自動的に発明ができるようになると思いこんだ会社が TRIZ に飛びついたが、多くの企業が思うような成果を出せなかったことで、結果として TRIZ は使えないという誤解を産んだ一面がある。少なくとも自社の製品および業界の知識を保有していない企業が、TRIZ を使ったところで画期的な問題解決策など出ることはない。このことを学校法人産業能率大学は以下のように指摘している。
「日本における TRIZ の歴史が「超発明術」として紹介されるところから始まったため、日本の人々にTRIZの本質が見えにくくなってしまった感があります。私達はややもすれば「魔法の杖」や「占い師の商売道具」に近いものに受取られがちなTRIZを、難しい問題に取り組んで考える人にとって欠くことのできない“当たり前の思考支援ツール”として位置づけ直したいと考えています。」
この文章にあるとおり、TRIZ は思考支援ツールである。正しく理解するためには、アルトシュラーの基本論文を参考にされたい。
TRIZ に関連するソフトウェアには 「IWB(Innovation Workbench)」 と 「Goldfire（GFIN, 旧TOPE）」などがあり、前者はコンテンポラリーTRIZの代表例であるIdeation-TRIZ(I-TRIZ)を開発した専門家達の実践的な思考プロセスと知識ベースとノウハウを提供するものであり、後者は問題分析とともにTRIZに関する知識データベースを検索する検索エンジンとして活用される。その他、TRIZの代表的な発想手法である「発明原理」と「システム進化パターン」をWebアプリケーションとして使える「IDEA-TRIZ Toolbox」という支援ソフトウェアがリリースされている。

## 40の発明原理
1. Segmentation （分けよ）
2. Taking out （離せ）

40の発明原理についての解説

3. Local quality （一部を変えよ）
4. Asymmetry （バランスを崩させよ）
5. Merging （2つを併せよ）
6. Universality （ほかにも使えるようにせよ）
7. "Nested Doll" （内部に入り込ませよ）
8. Anti-Weight （バランスを作り出せ）
9. Preliminary Anti-Action （反動を先につけよ）
10. Preliminary Action （予測し仕掛けておけ）
11. Beforehand Cushioning （重要なところに保護を施せ）
12. Equipotentiality （同じ高さを利用せよ）
13. 'The Other Way Round' （逆にせよ）
14. Spheroidality – Curvature （回転の動きを作り出せ）
15. Dynamics （環境に合わせて変えられるようにせよ）
16. Partial or Excessive Actions （大ざっぱに解決せよ、一部だけ解決せよ）
17. Another Dimension （活用している方向の垂直方向を利用せよ）
18. Mechanical vibration （振動を加えよ）
19. Periodic Action （繰り返しを取り入れよ）
20. Continuity of Useful Action （よい状況を続けさせよ）
21. Skipping （短時間で終えよ）
22. "Blessing in Disguise" or "Turn Lemons into Lemonade" （よくない状況から何かを引き出し利用せよ）
23. Feedback （状況を入り口に知らしめよ）
24. 'Intermediary' （接するところに強いものを使え）
25. Self-service （自ら行うように仕向けよ）
26. Copying （同じものを作れ）
27. Cheap Short-Living Objects （すぐダメになるものを大量に使え）
28. Mechanics Substitution （触らずに動かせ）
29. Pneumatics and Hydraulics （水と空気の圧を利用せよ）
30. Flexible Shells and Thin Films （望む形にできる強い覆いを使え）
31. Porous Materials （吸いつく素材を加えよ）
32. Color Changes （色を変えよ）
33. Homogeneity （質を合わせよ）
34. Discarding and Recovering （出なくさせるか、出たものを戻させよ）
35. Parameter Changes （温度や柔軟性を変えよ）
36. Phase Transitions （固体を気体・液体に変えよ）
37. Thermal Expansion （熱で膨らませよ）
38. Strong Oxidants （「そこを満たしているもの」のずっと濃いものを使え）
39. Inert Atmosphere （反応の起きにくいものでそこを満たせ）
40. Composite Structures （組み合わせたものを使え）

## 日本TRIZ協会
TRIZおよびそれに関連した技術・技法の研究、活用、普及等を目指す諸活動を行うために、NPO法人日本TRIZ協会が設立された（下記「外部リンク」の項参照）。毎年9月初め頃に同協会のシンポジウムが開催されている。

## TRIZと他の手法との連携による開発事例
TRIZを実際の製品開発に適用する上では、TRIZとの他の手法との連携が効果的であることが報告されている。

自動車部品、精密機器、化学メーカなどから、TRIZとQFD（品質機能展開）やタグチメソッド手法を連携した開発事例が紹介されている。